# 치즈필름
치즈필름(영어: CheezeFilm)은 웹드라마를 제작하는 유튜브 채널로 드라마•광고 제작사인 스튜디오 치즈에서 운영하고 있다.